# Sveta Jelena (Senj)
Sveta Jelena je naselje u sastavu Grada Senja u Ličko-senjskoj županiji.

## Stanovništvo
Prema popisu iz 2011. naselje je imalo 16 stanovnika.
| broj stanovnika | 16    | 22    |
|                 | 2011. | 2021. |